# Эккремокарпус
Эккремокарпус, или Эккремокарп (лат. Eccremocarpus) — род травянистых растений семейства Бигнониевые (Bignoniaceae).

## Ботаническое описание
Вьющиеся или цепляющиеся кустарники. Листья однажды-перистые, дважды-перистые или многократно-перистые. Цветки обоеполые, более или менее зигоморфные, собраны в кисти на верхушках ветвей. Чашечка зелёная или венчиковидная, колокольчатая, с пятью зубцами; венчик трубчатый, с суженным зевом и мелкими зубчиками. Тычинки скрыты в венчике. Завязь одногнёздная, на короткой ножке. Плод — многосемянная коробочка, семена крылатые.

## Таксономия
Род Эккремокарпус включает 3 вида:
- Eccremocarpus huianaccapac Vargas
- Eccremocarpus scaber Ruiz & Pav. — Эккремокарпус шероховатый
- Eccremocarpus viridis Ruiz & Pav.typus